# Вантелесна оплодња
Вантелесна оплодња или Ин витро фертилизација (енгл. in vitro fertilisation (IVF)) је поступак којим су јајне ћелије оплођене сперматозоидима изван материце, односно ин витро. То је један од најпознатијих поступака медицински потпомогнуте оплодње. Овом поступку лечења неплодности прибегава се када су остале методе потпомогнуте оплодње безуспешне. Лечење укључује контролисање овулације хормонима, вађење (пункција) јајних ћелија из јајника жене и остављање сперматозоида да оплоде јајну ћелију у текућем медијуму. Оплођена јајна ћелија (зигот) се тада враћа (трансферира) у материцу пацијенткиње с намером да се постигне трудноћа.
Прва зачета на овај начин се родила 1978. године.
Појам ин витро (лат. in vitro у стаклу) користи се јер су рани биолошки експерименти култивисања ткива изван организма од којег потичу, били спровођени у стакленим посудама - чашама, епруветама. Данас се појам ин витро користи да означи биолошку процедуру која се одвија изван организма у којем би се нормално одвијала, да се разликује од ин виво процедуре, где ткиво остаје унутар организма где се нормално налази. Колоквијални израз за децу зачету ИВФ-ом, бебе из епрувете, се односи на пластичне цилиндричне посудице које се користе у хемијским и биолошким експериментима. Међутим, ин витро оплодња се обично врши у плитким стакленим или пластичним посудицама које се зову Петријеве карлице.

## Индикације
ИВФ се може применити за лечење неплодности код жена које имају проблема с јајоводима, чинећи оплодњу ин виво мало вероватном. Код мушке неплодности може помоћи, кад постоји проблем с квалитетом сперме. Тада се може применити и Интраплазмична инјекција сперматозоида (ИЦСИ), где је сперматозоид инјектиран директно у јајну ћелију. Ова метода се примењује кад сперматозоид тешко може пробити зид јајне ћелије. ИЦСИ се такође користи кад је број сперматозоида врло низак. Стопа успеха ИЦСИ метода једнака је успеху ИВФ оплодњом.
За успешан ИВФ поступак, потребно је имати здраве јајне ћелије, сперматозоиде који су способни за оплодњу и материцу која може одржати трудноћу. За случај да жена има ановулаторне циклусе или да је прошла менопаузу, могуће је извести ИВФ поступак с донираном јајном станицом, односно сурогат мајчинством. Исто тако у случају недостатка сперматозоида (азооспермија), поступка се може извести са донираним сперматозоидима.
ИВФ може бити спроведен у комбинацији са предимплантацијском генетским дијагностиком како би се искључивала могућности генетских болести.
Преимплантациона генетска дијагностика

## Стимулација јајника
Поступак типично почиње трећи дан менструације и састоји се од режима хормонских лекова који стимулишу развој више од једног фоликула у јајницима. Код многих пацијената користе се инјекције гонадотропинима (обично молекули аналогни хормону ФСХ) под пажљивим ултразвучним контролама. Такве контроле често проверавају ниво естрадиола у крви и раст фоликула гинеколошким ултразвуком. Обично је потребно око 10 дана инјекција. Спонтана овулација током циклуса се спречава коришћењем ГнРХ агониста који почињу пре или око почетка стимулације, или ГнРХ антагониста који се користе током задњих дана стимулације; оба лека блокирају природни изненадни раст лутеизирајућег хормона (ЛХ) и дозвољавају лекару да започне процес овулације коришћењем лекова, обично људског корионског гонадотропина.

## Пункција (вађење јајних ћелија)
Кад се процени да су фоликули довољно зрели, даје се људски хорионски гонадотропин (хЦГ). Овај лек делује као аналог лутенеизирајућег хормона (ЛХ) и изазива овулацију, око 42 сата након инјекције. Пункција се врши нешто пре тога да би се јајне станице добиле из јајника. Јајне ћелије ваде се из пацијенткиње користећи трансвагинални технику и игла пробуши зид вагине уз ултразвучно вођство да би приступили јајницима. Фоликули се аспирирају кроз иглу, потом се фоликуларна течност испитује у лабораторији како би се идентификовале јајне ћелије. Може се добити до 30 јајних ћелија (у САД-у је уобичајено 10 до 30, у Европи је просечан број јајних ћелија далеко мањи, око 10). Процедура пункције траје око 20 минута и обично се спроводи уз аналгетике и средства за смирење или општом анестезијом (анестезија).

## Оплодња
У лабораторији се јајне ћелије чисте од околних станица и припремају за оплодњу. У међувремену, семе се припрема за оплодњу тако да се уклоне неактивне ћелије и семена течност. Ако је семе донорско, припремиће се за кориснике пре замрзавања и карантина, па ће бити спремно непосредно након одмрзавања. Сперматозоиди и јајна ћелија ставе се заједно у размери од око 75 000:1 у култивационо медију око 18 сати. У већини случајева, јајна ћелија ће се оплодити и показати два пронуклеуса (језгра). У неким случајевима (мали број сперматозоида или мала мобилност), један једини сперматозоид ће бити директно инјектиран у јајну ћелију користећи ИЦСИ. Оплођена јајна ћелија ставља се у посебан медиј где може расти и оставља се око 48 сати кад заметак обично има 6-8 станица.
Код интрафалопијског трансфера гамета (ГИФТ), јајне ћелије се изваде из жене и ставе у један јајовод заједно са спермом мушкарца, што омогућава да до оплодње дође у женском телу. Дакле ова варијација је заправо ин виво, а не ин витро оплодња. Додуше, ГИФТ је као поступак готово потпуно напуштен.

## Култура и селекција
Лабораторије су развили методе оцењивања квалитета јајне ћелије и заметка. Обично се замеци који су развили 6-8 станица враћају 3 дана након пункције. У неким програмима, замеци се даље култивишу и трансфер се ради у стадијуму бластоциста, око пет дана након пункције. Често се прибегава овој методи када пацијенти имају довољно заметака доброг квалитета 3. дан. Трансфером заметака у стадијуму бластоциста постиже се већа стопа трудноће.
Култивација заметака може се одвијати било у заменском медију или у аутологној ендометријској кокултури (на тепиху станица из зида материце жене). Код заменског медија једна могућност је употребити исти медиј кроз цео период. Друга могућност је употребити секвенцијални поступак, у коме се заметак накнадно ставља у различите медије. На пример, када се култивише заметак до стадијума бластоциста, један медиј може се користити за култивисање до трећег дана, а други медијум за култивисање након тога. Јединствен или секвенцијални медијум је једнако ефикасан у култивацији заметака до стадијума бластоцисте.

## Пренос заметка
Ембриолог оцењује заметак по броју станица, парности станица и степену фрагментација. Број заметака који ће се трансферисати зависи од броја доступних заметака, доба жене и других медицинских и дијагностичких фактора, а најчешће се преноси 1-3 заметка. Замеци који се оцене као најбољи се врате у материцу жене кроз танак пластичан катетер који пролази кроз вагину и цервикс. Неколико заметака се може вратити да се побољшају шансе за имплантацију и трудноћу. Због минимизирања ризика вишеплодних трудноћа,

## Стопе трудноће
Стопа трудноће ИВФ-а је удео поступака који ће довести до трудноће. Статистике које се односе на трудноћу могу се односити на позитиван тест трудноће, а не неопходно на „клиничку“ трудноћу, која се дефинише као она где су забележени срчани откуцаји плода. Трудноће које су изнете до краја и заврше рођењем живог детета дају стопу живог порођаја. Све чешће се чини разлика између једноплодне и вишеплодних трудноћа, јер се вишеплодне трудноће, а посебно тројке или више, треба да избегавају због ризика за мајку и децу.
Последњих година напредак технологије значајно доприноси расту стопе трудноће. Она износи око 35%. Француска студија је проценила да је 66% пацијената који крећу у ИВФ поступке на крају и успе имати дете (40% током лечења и 26% након краја лечења).

## Учинак стреса
У шведској студији 2005., 166 жена су посматране месец дана пре ИВФ поступка. Резултати нису показали никакву значајну разлику између психолошког стреса и исхода ИВФ-а. Студија је закључила с препоруком клиникама да је могуће смањити стрес који ИВФ пацијенти осећају кроз лечење информисањем о овим закључцима. Док психолошки стрес који се осећа током поступка неће утицати на исход ИВФ-а, могуће је да ИВФ (поготово неуспешан) води стресу и може довести до депресије. Већ само финансијске последице могу бити превише и могу утицати на анксиозност. Међутим, за многе парове алтернатива је неплодност, а искуство саме неплодности такође може произвести огроман стрес и депресију.

## Стопа живог порођаја
Стопа живог порођаја је удео свих ИВФ поступака који ће довести до живог порођаја, односно стопа трудноће уз корекцију због спонтаних побачаја и мртворођења. Овај проценат важи за све успешне трудноће, без обзира на број рођене деце (вишеплодне трудноће су чешће у ИВФ поступцима).
Неке клинике су биле успешније од просека, али је немогуће утврдити да ли је то због боље технике или селекције пацијената, јер је могуће повећати стопу успеха тако да се одбија лечење најтежих случајева.
Кад се ИВФ покушава више пута узастопце, говори се о кумулативној стопи живог порођаја. Зависно о групи пацијената, једна студија известила је о стопи од 43% до 53% за три покушаја, и 51% до 71% за шест покушаја.

## Компликације
Највећа проблем ИВФ-а је ризик вишеплодних трудноћа. Ово је директно повезано са праксом трансфера више заметака. Вишеплодне трудноће су повезане са повећаним ризиком губитка трудноће, компликација на порођају, превременог порођаја и неонаталног морбидитета с потенцијалом дуготрајне штете. Строга ограничења на број заметака који могу бити трансферисани уведена су у неким земљама (нпр. Енглеској) да се смањи ризик тројки или више, али се не спроводе и не прихватају свугде. Могуће је спонтано дељење заметака у материци након трансфера. Ипак то се догађа врло ретко, а резултује једнојајчаним близанцима. Двоструко блиндирана рандомизирана студија пратила је ИВФ трудноће које су дале 73 новорођенчади (33 дечака и 40 девојчица). 8,7% деце из једноплодних трудноћа и 54,2% близанаца имала су порођајну тежину мању од 2500 г Међутим задње студије сугеришу да ИВФ деца из једноплодних трудноћа имају повећани ризик од мале порођајне тежине због непознатих разлога.
Други ризик стимулације јајника је развој синдрома хиперстимулације јајника, посебно ако је хЦГ коришћен за „штоперицу“.
Ако је неплодност изазвана поремећајима у сперматогенези, могуће је да мушки потомци такође имају повећани ризик поремећаја са сперматозоидима, али је прерано да би се то са сигурношћу знало.
Понашање и друштвено-емотивно функционисање ИВФ деце је свеукупно нормално, по студијама спроведеним на ИВФ деци старости 9-18 година.

## Урођене мане
Питање урођених мана је контроверзна тема у ИВФ-у. Многе студије не показују значајна повећања код деце зачете уз помоћ ИВФ-а, док друге то не подржавају. Године 2008., Анализа података Националне студије урођених мана у САД-у нашла је да су неке урођене мане значајно чешће код новорођенчади зачете ИВФ-ом, и то септални срчане мане, зечја усна, атрезија грла или ректума. Механизам узрока није јасан.

## Криопрезервације
Прво дете из замрзнутог људског заметка рођено је 1984. Од тада до 2008. процењује се да је између 350.000 и пола милиона деце рођено из заметака замрзнутих контролисаним замрзавањем у течни азот. Поред тога неколико стотина деце је рођено из замрзнутих јајних ћелија, али је тешко доћи до тачних података.
О безбедности замрзавања заметака, ЕСХРЕ студија из 2008. известила је да деца рођена из замрзнутих заметака су „боље и имала су већу порођајну тежину“ него деца рођена из свежег трансфера. Студија је спроведена у Копенхагену и проценила је децу рођену у периоду између 1995-2006. 1267 деце рођене након враћања одмрзнутих заметака су категоризована у три групе. 878 су рођена из заметака створених нормалном оплодњом кад се сперматозоиди и јајне ћелије ставе заједно у посудицу, али сперматозоиди морају сами пробити зид јајне ћелије. 310 дјеце је рођено из замрзнутих заметака створених ИЦСИ-јем у којем се један сперматозоид инјектира у јајну ћелију, и 79 деце је рођено из заметака где није било познато да ли су створени обичним ИВФ-ом или ИЦСИ-јем.
17.867 деце рођене после свежег ИВФ / ИЦСИ поступка су коришћени као контролна група. Забележени су подаци о урођеним манама, порођајној тежини и дужини трудноће. Резултати студије показали су да су деца из замрзнутих заметака имала већу порођајну тежину, дуже трудноће и мање превремених порођаја. Није било разлике у урођеним манама било да су деца потицала из замрзнутих или свежих заметака. У групи замрзнутих циклуса стопа урођених мана била је 7,7% у поређењу са групом из свежих поступака која је била нешто већа 8,8%. Научници су пронашли да је ризик вишеплодних трудноћа повећан у трансферима свежих заметака.
Око 11,7% ИЦСИ и 14,2% ИВФ замрзнутих заметака су биле вишеплодне трудноће. Код свежих заметака, 24,8% ИЦСИ и 27,3% ИВФ-а су биле вишеплодне трудноће. Треба такође приметити да је доб мајке била значајно већа у групи замрзнутих заметака. Ово је важно јер би се због старости очекивала већа стопа проблема и урођених мана. Студија подржава тезу да је традиционални начин замрзавања сигурна процедура. Није јасно додуше зашто су деца из замрзнутих заметака била у бољем стању од деце из свежих поступака.
Ако има преосталих заметака, пацијенти могу замрзнути заметке који нису трансферисани. Ти замеци се споро замрзну у течни азот и могу бити чувани дуго времена. Пацијенти који не затрудне са свежим ембрионима могу на овај начин затруднети користећи замрзнуте заметке без проласка кроз поновну хормонску стимулацију. Односно, у случају трудноће из свежег циклуса, родитељи могу покушати реализовати још једну трудноћу.

## Замрзавање јајних ћелија
Замрзавање неоплођених јајних ћелија углавном се спроводи, код жена које могу изгубити функцију јајника, на пример због хемотерапије.